# Uriel Antuna
Carlos Uriel Antuna Romero (Gómez Palacio, 21 augustus 1997) is een Mexicaans voetballer die als aanvaller voor Club Deportivo Guadalajara speelt.

## Carrière
Antuna speelde in de jeugd van Santos Laguna, waar hij op 25 augustus 2016 debuteerde in een met 3-3 gelijkgespeelde bekerwedstrijd tegen FC Juárez. In de zomer van 2017 vertrok hij naar Manchester City, dat hem meteen voor twee seizoenen aan FC Groningen verhuurde. Hij debuteerde voor Groningen op 10 september 2017, in de met 1-1 gelijkgespeelde thuiswedstrijd tegen VVV-Venlo. Eind 2018 keerde hij voortijdig terug, waarna hij in januari 2019 werd verhuurd aan LA Galaxy. In januari 2020 nam de Mexicaanse club Club Deportivo Guadalajara Antuna voor een bedrag van 9,9 miljoen euro over van Manchester City.

## Clubstatistieken

### Beloften
| Seizoen                        | Club                | Land            | Competitie             | Competitie | Competitie | Totaal | Totaal |
| Seizoen                        | Club                | Land            | Competitie             | Wed.       | Dlp.       | Wed.   | Dlp.   |
| ------------------------------ | ------------------- | --------------- | ---------------------- | ---------- | ---------- | ------ | ------ |
| 2017/18                        | → Jong FC Groningen | Nederland       | Derde divisie Zaterdag | 14         | 3          | 14     | 3      |
| 2018/19                        | → Jong FC Groningen | Nederland       | Derde divisie Zaterdag | 5          | 2          | 5      | 2      |
| Totaal beloften                | Totaal beloften     | Totaal beloften | Totaal beloften        | 19         | 5          | 19     | 5      |
| Bijgewerkt op 31 december 2019 |                     |                 |                        |            |            |        |        |

### Senioren
|  | Seizoen                     |                 |                 |                 |                 | Club                       | Land             | Competitie       | Competitie | Competitie | Beker | Beker | Totaal | Totaal |
|  | Seizoen                     |                 |                 |                 |                 | Club                       | Land             | Competitie       | Wed.       | Dlp.       | Wed.  | Dlp.  | Wed.   | Dlp.   |
|  | --------------------------- | --------------- | --------------- | --------------- | --------------- | -------------------------- | ---------------- | ---------------- | ---------- | ---------- | ----- | ----- | ------ | ------ |
|  | 2016/17                     |                 |                 |                 |                 | Santos Laguna              | Mexico           | Primera División | 1          | 0          | 1     | 0     | 2      | 0      |
|  | 2017/18                     |                 |                 |                 |                 | Manchester City FC         | Engeland         | Premier League   | 0          | 0          | 0     | 0     | 0      | 0      |
|  | 2017/18                     |                 |                 |                 |                 | → FC Groningen             | Nederland        | Eredivisie       | 11         | 0          | 1     | 0     | 12     | 0      |
|  | 2018/19                     |                 |                 |                 |                 | → FC Groningen             | Nederland        | Eredivisie       | 9          | 0          | 1     | 0     | 10     | 0      |
|  | 2019                        |                 |                 |                 |                 | → Los Angeles Galaxy       | Verenigde Staten | MLS              | 33         | 6          | 1     | 0     | 34     | 6      |
|  | 2019/20                     |                 |                 |                 |                 | Club Deportivo Guadalajara | Mexico           | Primera División | 9          | 0          | 2     | 0     | 11     | 0      |
|  | Totaal senioren             | Totaal senioren | Totaal senioren | Totaal senioren | Totaal senioren | Totaal senioren            | Totaal senioren  | Totaal senioren  | 63         | 6          | 6     | 0     | 69     | 6      |
|  | Carrièretotaal              | Carrièretotaal  | Carrièretotaal  | Carrièretotaal  | Carrièretotaal  | Carrièretotaal             | Carrièretotaal   | Carrièretotaal   | 82         | 11         | 6     | 0     | 88     | 11     |
|  | Bijgewerkt op 23 april 2020 |                 |                 |                 |                 |                            |                  |                  |            |            |       |       |        |        |

## Interlandcarrière
Antuna debuteerde op 6 juni 2019 in het Mexicaans voetbalelftal , in een met 3–1 gewonnen oefeninterland thuis tegen Venezuela. Hij viel toen in de 68e minuut in voor Roberto Alvarado. Hij maakte op 16 juni 2019 zijn eerste doelpunten voor de nationale ploeg. Hij zorgde die dag voor zowel de 1–0, de 4–0 als de 7–0 in een met diezelfde cijfers gewonnen wedstrijd op de dat jaar gewonnen Gold Cup 2019, tegen Cuba.
| Interlands van Uriel Antuna voor Mexico | Interlands van Uriel Antuna voor Mexico | Interlands van Uriel Antuna voor Mexico | Interlands van Uriel Antuna voor Mexico | Interlands van Uriel Antuna voor Mexico | Interlands van Uriel Antuna voor Mexico |
| №                                       | Datum                                   | Wedstrijd                               | Uitslag                                 | Soort wedstrijd                         | Doelpunten                              |
| Als speler bij Los Angeles Galaxy       | Als speler bij Los Angeles Galaxy       | Als speler bij Los Angeles Galaxy       | Als speler bij Los Angeles Galaxy       | Als speler bij Los Angeles Galaxy       | Als speler bij Los Angeles Galaxy       |
| --------------------------------------- | --------------------------------------- | --------------------------------------- | --------------------------------------- | --------------------------------------- | --------------------------------------- |
| 1.                                      | 5 juni 2019                             | Mexico − Venezuela                      | 3 − 1                                   | Vriendschappelijk                       | 0                                       |
| 2.                                      | 9 juni 2019                             | Mexico − Ecuador                        | 3 − 2                                   | Vriendschappelijk                       | 0                                       |
| 3.                                      | 15 juni 2019                            | Mexico − Cuba                           | 7 – 0                                   | CONCACAF Gold Cup 2019                  | 3                                       |
| 4.                                      | 19 juni 2019                            | Mexico − Canada                         | 3 – 1                                   | CONCACAF Gold Cup 2019                  | 0                                       |
| 5.                                      | 23 juni 2019                            | Martinique − Mexico                     | 2 – 3                                   | CONCACAF Gold Cup 2019                  | 1                                       |
| 6.                                      | 29 juni 2019                            | Mexico − Costa Rica                     | 1 – 1                                   | CONCACAF Gold Cup 2019                  | 0                                       |
| 7.                                      | 2 juli 2019                             | Haïti − Mexico                          | 0 – 1                                   | CONCACAF Gold Cup 2019                  | 0                                       |
| 8.                                      | 7 juli 2019                             | Verenigde Staten − Mexico               | 0 – 1                                   | CONCACAF Gold Cup 2019                  | 0                                       |
| 9.                                      | 6 september 2019                        | Verenigde Staten − Mexico               | 0 – 3                                   | Vriendschappelijk                       | 1                                       |
| 10.                                     | 11 oktober 2019                         | Bermuda − Mexico                        | 1 – 5                                   | CONCACAF Nations League 2019/20         | 1                                       |
| 11.                                     | 15 oktober 2019                         | Mexico − Panama                         | 3 – 1                                   | CONCACAF Nations League 2019/20         | 0                                       |
| 12.                                     | 15 november 2019                        | Panama − Mexico                         | 0 – 3                                   | CONCACAF Nations League 2019/20         | 0                                       |
| 13.                                     | 19 november 2019                        | Mexico − Bermuda                        | 2 – 1                                   | CONCACAF Nations League 2019/20         | 1                                       |

## Erelijst
| CONCACAF Gold Cup | 1x | 2019 |